# 여우각시별
《여우각시별》은 SBS에서 2018년 10월 1일부터 2018년 11월 26일까지 방영된 월화드라마이다.

## 줄거리
비밀을 가진 의문의 신입과 애틋한 사연을 가진 사고뭉치 1년차가 인천공항 내 사람들과 부딪히면서 서로의 결핍과 상처를 보듬는 휴먼 멜로 드라마.

## 등장인물

### 주요 인물
- 이제훈 : 이수연 역 (아역 남다름) - 29세. 인천공항 여객서비스팀 신입. 인우의 의붓동생.
- 채수빈 : 한여름 역 (아역 김하연) - 27세. 인천공항 여객서비스팀 1년차
- 이동건 : 서인우 역 - 37세. 인천공항 운영기획팀장. 수연의 의붓형.
- 김지수 : 양서군 역 - 41세. 인천공항에 18년째 근무 중. 인천공항 여객서비스팀장

### 인천공항
- 김경남 : 오대기 역 - 31세. 보안팀 기동타격대
- 이수경 : 나영주 역 - 28세. 전 유도 국가대표 출신. 보안팀 기동타격대
- 로운 : 고은섭 역 - 29세. 1년 차 여름의 입사동기로 여름을 짝사랑. 계류장운영팀
- 안상우 : 공승철 역 - 40세. 여객서비스팀 과장
- 장현성 : 권희승 역 - 여객서비스처 본부장
- 이성욱 : 최무자 역 - 보안팀장
- 정재성 : 이우택 역 - 교통서비스팀장
- 홍지민 : 허영란 역 - 상업시설팀장
- 김원해 : 박태희 역 - 계류장운영팀장
- 하지은 : 시제인 역 - 계류장운영팀 대리
- 김준원 : 모정훈 역 - 양서군의 든든한 동기. 통합운영(IOC)팀장
- 이원희 : 관제사 역
- 이재익 : 남우진 역 - 여객서비스팀 대리
- 이슬아 : 최혜린 역 - 여객서비스팀 대리

### 주변 인물
- 박혁권 : 미스터 장 역 - 수연에게 기적을 선물한 사람. 여우각시별 식당의 주인장
- 최원영 : 한재영 역 - 동화작가. 여름이네 식당주인. 여름의 아버지 (특별출연)
- 박지일 : 노숙자 역 - 서인우 아버지 (특별출연)

### 그 외 인물
- 윤경호 : 진상고객 역 - 시설물 훼손
- 최광일 : 이기백 역 - 입국재심2과 과장
- 서동현 : 폭발물 협박범 역
- 미람 : 갑질녀 역 - 노한국 의원 딸
- 김대건 : 조현병 환자 역
- 정원 : 보안팀 역
- 이순원 : 박 부장 역
- 김민준 : 쓰레기통에 금괴를 넣은 남자 역
- 윤지온 : 보안검색 요원 역
- 안창환 : 데이트 폭행 피의자 역 - 조부장 소속원
- 차승연
- 김익태 : 오대기 할아버지 역
- 박영선 : 오대기 어머니 역
- 박서연 : 공소희 역 - 공과장의 딸
- 미상 : 이 사무관 역 - 국정원 직원
- 정두겸 : 신 회장 역
- 정현석
- 변우종 : 세타항공 직원 역
- 나석민 : 조부장 부하 역
- 공윤찬 : 써지팀 역
- 이제이 팔콘[1] : 이안 산토스(Ian Santos) 역 (7-8 회)
- 로렌 영[2] : 마리 산토스(Mari Santos) 역 - 임산부, 이안 아내 (7-8 회)
- 마민희
- 강정우 : 유 사무관 역

### 특별출연
- 김여진 : 윤혜원 역 - 여름의 어머니
- 윤주만 : 조은호 부장 역
- 임원희 : 홍삼 가게 판매원 역. 와이파이 단말기 대여점 직원 역
- 배누리 : 오민정 역 - 여행사 직원. 여름의 고등학교 동창
- 최규환 : 허영란의 남편 역 - 공항 지나가는 역할
- 박유미

## 시청률
최저 시청률과 최고 시청률은 시청률 조사회사와 지역별로 시청률에 차이가 있을 수 있습니다.
| 2018년 | 2018년    | 2018년                                       | 2018년         | 2018년       | 2018년         | 2018년       |
| 회차   | 방송일    | 부제 (서브 타이틀)                           | TNmS 시청률    | TNmS 시청률  | AGB 시청률     | AGB 시청률   |
| 회차   | 방송일    | 부제 (서브 타이틀)                           | 대한민국(전국) | 서울(수도권) | 대한민국(전국) | 서울(수도권) |
| ------ | --------- | -------------------------------------------- | -------------- | ------------ | -------------- | ------------ |
| 제1회  | 10월 1일  | 편서풍의 영향                                | 5.6%           | %            | 5.9%           | 7.0%         |
| 제2회  | 10월 1일  | 편서풍의 영향                                | 6.6%           | %            | 7.2%           | 8.4%         |
| 제3회  | 10월 2일  | 상대적 열등감                                | 5.5%           | %            | 6.3%           | 7.4%         |
| 제4회  | 10월 2일  | 상대적 열등감                                | 7.7%           | %            | 8.6%           | 9.6%         |
| 제5회  | 10월 8일  | 관계불안 증후군                              | 6.3%           | %            | 6.7%           | 7.5%         |
| 제6회  | 10월 8일  | 관계불안 증후군                              | 7.7%           | %            | 9.1%           | 10.2%        |
| 제7회  | 10월 9일  | 그 모든 것으로부터의 경계                    | 6.5%           | %            | 7.2%           | 7.9%         |
| 제8회  | 10월 9일  | 그 모든 것으로부터의 경계                    | 8.2%           | %            | 9.0%           | 9.6%         |
| 제9회  | 10월 15일 | 휴먼 에러                                    | 6.6%           | %            | 6.9%           | 7.7%         |
| 제10회 | 10월 15일 | 휴먼 에러                                    | 8.0%           | %            | 8.0%           | 8.7%         |
| 제11회 | 10월 16일 | 마음이 움직이는데 걸리는 시간                | 7.1%           | %            | 7.4%           | 8.0%         |
| 제12회 | 10월 16일 | 마음이 움직이는데 걸리는 시간                | 8.7%           | %            | 9.2%           | 9.0%         |
| 제13회 | 10월 23일 | 말할 수 없는 비밀, 말할 수 있는 비밀         | 6.6%           | %            | 6.7%           | 7.5%         |
| 제14회 | 10월 23일 | 말할 수 없는 비밀, 말할 수 있는 비밀         | 8.6%           | %            | 8.6%           | 9.7%         |
| 제15회 | 10월 29일 | 전부 남탓이라는 편견                         | 6.1%           | %            | 6.8%           | 6.8%         |
| 제16회 | 10월 29일 | 전부 남탓이라는 편견                         | 7.8%           | %            | 8.2%           | 8.3%         |
| 제17회 | 10월 30일 | 그래서 달라지는 것들                         | 6.4%           | %            | 6.7%           | 7.2%         |
| 제18회 | 10월 30일 | 그래서 달라지는 것들                         | 8.1%           | %            | 8.6%           | 9.2%         |
| 제19회 | 11월 5일  | 지금은 있고 나중에는 없는 것                 | 6.7%           | %            | 7.2%           | 7.5%         |
| 제20회 | 11월 5일  | 지금은 있고 나중에는 없는 것                 | 8.2%           | %            | 9.5%           | 10.1%        |
| 제21회 | 11월 6일  | 당신의 상처를 안다는 것과 안아주는 것의 차이 | 6.5%           | %            | 7.5%           | 8.1%         |
| 제22회 | 11월 6일  | 당신의 상처를 안다는 것과 안아주는 것의 차이 | 8.9%           | %            | 9.6%           | 10.4%        |
| 제23회 | 11월 12일 | 무력함으로부터의 변명                        | 6.5%           | %            | 7.3%           | 8.2%         |
| 제24회 | 11월 12일 | 무력함으로부터의 변명                        | 7.8%           | %            | 8.4%           | 9.2%         |
| 제25회 | 11월 13일 | 서로에게 속한다는 것                         | 7.8%           | %            | 7.7%           | 7.9%         |
| 제26회 | 11월 13일 | 서로에게 속한다는 것                         | 9.1%           | %            | 9.3%           | 9.5%         |
| 제27회 | 11월 19일 | 여자사람, 남자사람, 그리고 어른사람          | 7.7%           | %            | 7.2%           | 7.3%         |
| 제28회 | 11월 19일 | 여자사람, 남자사람, 그리고 어른사람          | 9.2%           | %            | 8.6%           | 9.1%         |
| 제29회 | 11월 20일 | 우리가 사랑이라 부르는 감정의 실체           | 8.3%           | %            | 8.3%           | 9.0%         |
| 제30회 | 11월 20일 | 우리가 사랑이라 부르는 감정의 실체           | 9.7%           | %            | 9.7%           | 10.8%        |
| 제31회 | 11월 26일 | 우리는 모두... 그저 지나갈 뿐이다            | 8.3%           | %            | 9.3%           | 10.4%        |
| 제32회 | 11월 26일 | 우리는 모두... 그저 지나갈 뿐이다            | 9.4%           | %            | 9.7%           | 10.6%        |

## 결방 사유
- 2018년 10월 22일 : SBS 스포츠 2018년 KBO 리그 준플레이오프 3차전 한화 이글스 VS 키움 히어로즈 중계방송으로 인해 결방

## 촬영지
- 르풀
- 인천국제공항
- 여우각시별(마이 포에트리)
- 영종대교
- 손씨포차

## 사운드 트랙
《여우각시별 OST》는 2018년 11월 26일에 발매했다. SNJ 미디어 배급이며, 청하, 정세운, 정준일, 1415, 오왠, 연정, 김연우, 프롬 등이 참여하였다.
1. 여우각시별 Title - 이혜민
2. 너였나 봐 - 청하
3. 이봐 이봐 이봐 - 정세운
4. 닮아가 - 정준일
5. 괜찮다고 - 1415
6. Mystic World - 오왠(O.WHEN)
7. 마음이 하는 일 - 유연정(우주소녀)
8. 그런 꿈을 꾼다 - 김연우
9. 여름이 되어 - 프롬(Fromm)
10. 너를 만나러 가는 길
11. 인천공항
12. 같이 랜드 돌아요
13. 너를 만나던 순간
14. 우연일까?
15. 노을진 활주로
16. 내가 사는 세상
17. 여름이 좋아
18. 다시 볼 수 있다면
19. 말할 수 없는 비밀

## 수상 경력
- 2018년 SBS 연기대상 월화드라마부문 남자 최우수연기상 이제훈
- 2018년 SBS 연기대상 월화드라마부문 여자 우수연기상 채수빈
- 2018년 SBS 연기대상 작품상

## 동시간대 드라마
- KBS 월화 미니시리즈

《러블리 호러블리》 (2018년 8월 13일 ~ 2018년 10월 2일)
《최고의 이혼》 (2018년 10월 8일 ~ 2018년 11월 27일)
- MBC 월화 미니시리즈

《배드파파》 (2018년 10월 1일 ~ 2018년 11월 27일)

## 같이 보기
- 대한민국의 텔레비전 드라마 목록 (ㅇ)
- 2018년 대한민국의 텔레비전 드라마 목록